# Lepidochrysops caerulea
Lepidochrysops caerulea är en fjärilsart som beskrevs av Tite 1961. Lepidochrysops caerulea ingår i släktet Lepidochrysops och familjen juvelvingar. Inga underarter finns listade i Catalogue of Life.